# Zehntherrschaft
Die Zehntherrschaft war eine Form der Feudalrente und stellte für die Bauern in Mittelalter und Frühneuzeit eine hohe Belastung dar.
Die Zehntherrschaft wurde ursprünglich nur von Klöstern (Klosterzehnt), kirchlichen Stiftungen oder Domkapiteln ausgeübt; der Zehnt stellte dabei eine Abgabe für den (Dorf)-Pfarrer und die örtlichen Armen dar, wurde zentral vom Bischof erhoben, von den Bauern als Naturalie abgeliefert und in Zehntscheunen gelagert. So dauerte es nicht lange, bis auch der Bischof und andere kirchliche Bereiche sich bedienten. Bereits im Laufe des Frühmittelalters versuchten auch weltliche Grundherren, vor allem Adlige, neben den anderen Abgaben, wie Steuern auch den Zehnt einzuziehen.
Gebräuchlich waren zwei Arten des Zehnt: Unter dem Großen Zehnt ist die prozentuale Abgabe vom Rohertrag an Getreide und Wein an den Grundherrn zu verstehen, der Kleine Zehnt erweitert die Abgabepflicht auf andere Produkte, wie Kartoffeln oder Klee. Während die Pflicht, den Großen Zehnt zu leisten, seitens der Bauernschaft weitgehend anerkannt und akzeptiert war, kam es hinsichtlich des Kleinen Zehnt von Anfang an zu Widerständen. 
Der Zehnt belastete die Bauern in doppelter Hinsicht. Einerseits war die Abgabe zwischen zehn und dreißig Prozent der Ernte – die nicht die einzige Abgabe darstellte, die sie an ihre Grund- oder Zehntherren zu leisten hatten – eine oft existenzielle Belastung, andererseits waren die Bauern noch gezwungen, ihr zehntpflichtiges Land in hergebrachter Weise zu bewirtschaften. Landwirtschaftliche Reformen des 18. Jahrhunderts, wie Veränderungen in der Fruchtfolge (weg von der Zweifelder-, hin zur Dreifelderwirtschaft) oder der Kartoffelanbau, stießen meist auf erbitterten Widerstand der Zehntherren.
Deshalb versuchten die Bauern zunehmend, die landwirtschaftlichen Flächen für eine bestimmte Anzahl von Jahren gegen eine feste Geldsumme zu pachten, um Behinderungen zu vermeiden. Doch dies erwies sich bei den starken Schwankungen der Getreidepreise oft als katastrophal. Erst mit der Ablösungsgesetzgebung, durch die bis zur zweiten Hälfte des 19. Jahrhunderts die meisten feudalen Lasten abgelöst wurden, besserte sich die Situation der bis dahin abhängigen Bauern.